# Anisonyx ditus
Anisonyx ditus är en skalbaggsart som beskrevs av Louis Albert Péringuey 1902. Anisonyx ditus ingår i släktet Anisonyx och familjen Melolonthidae.

## Underarter
Arten delas in i följande underarter:
- A. d. pseudoditus
- A. d. splendens